# Storstrømmen
Storstrømmen – cieśnina na Morzu Bałtyckim, w południowo-wschodniej Danii, oddzielająca wyspy Zelandia i Falster. Ma 10 km długości, od 1 do 2 km szerokości i od 5 do 36 m głębokości. Łączy akwen Smålandsfarvandet i cieśninę Grønsund. Na zachodzie cieśnina przekształca się w koryto wodne o głębokości od 10 do 15 m, biegnące wzdłuż półwyspu Knudshoved Odde. We wschodniej części cieśniny leżą wyspy Farø i Bogø. Nad cieśniną prowadzą dwa mosty o długości ponad 3 km: w 1937 roku otwarto drogowo-kolejowy most Storstrømsbroen, a w 1985 - autostradowe mosty Farø.